# Извилина (соцветие)
Извилина (лат. rhipidium, cincinnus) — цимозное соцветие (сложное соцветие, нарастающее симподиально), в котором цветки более высоких порядков появляются поочередно то справа, то слева по отношению к цветкам более низких порядков, на двух сторонах симподиальной оси. Точки отхождения цветков от главной оси расположены у извилины по спирали.

Извилина
Извилина (вид сверху)
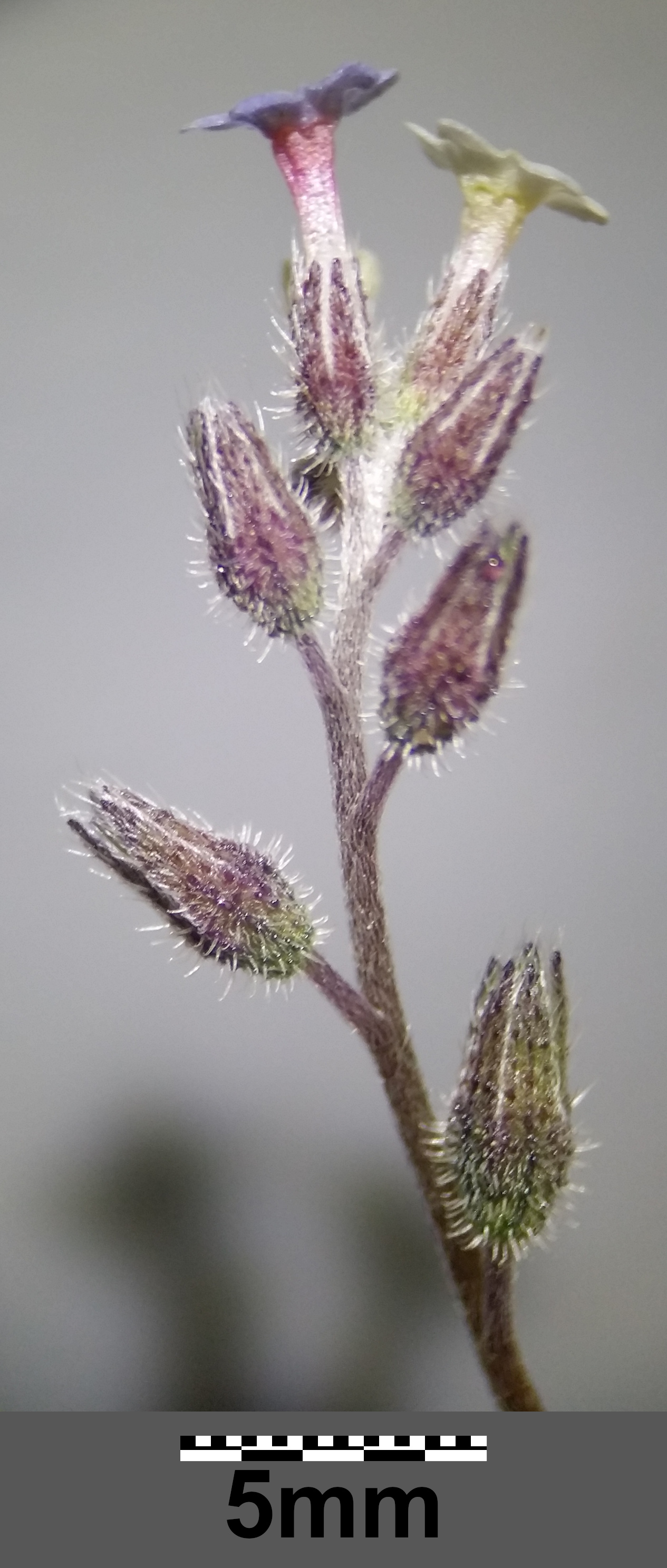
Myosotis discolor
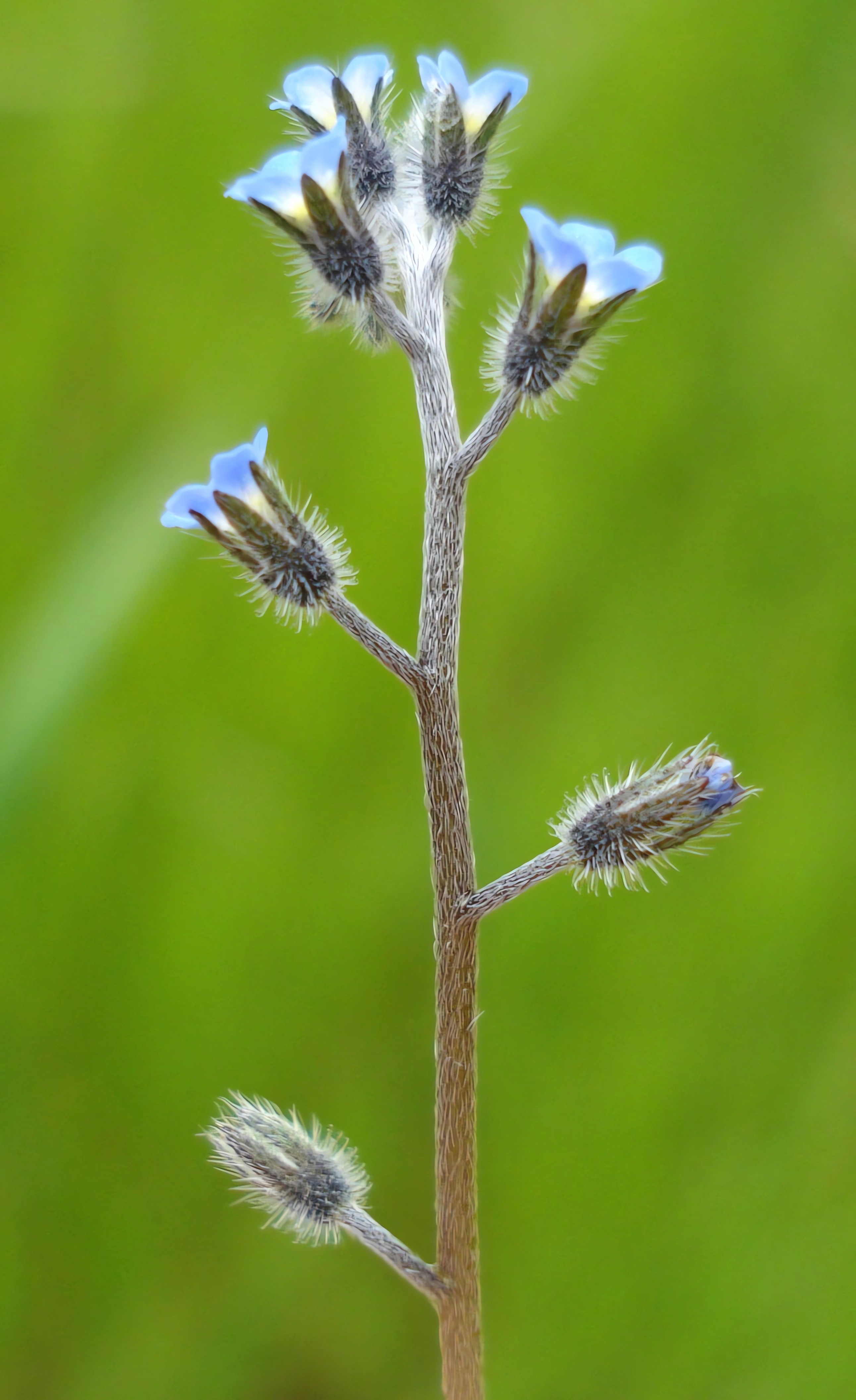
Myosotis ramosissima
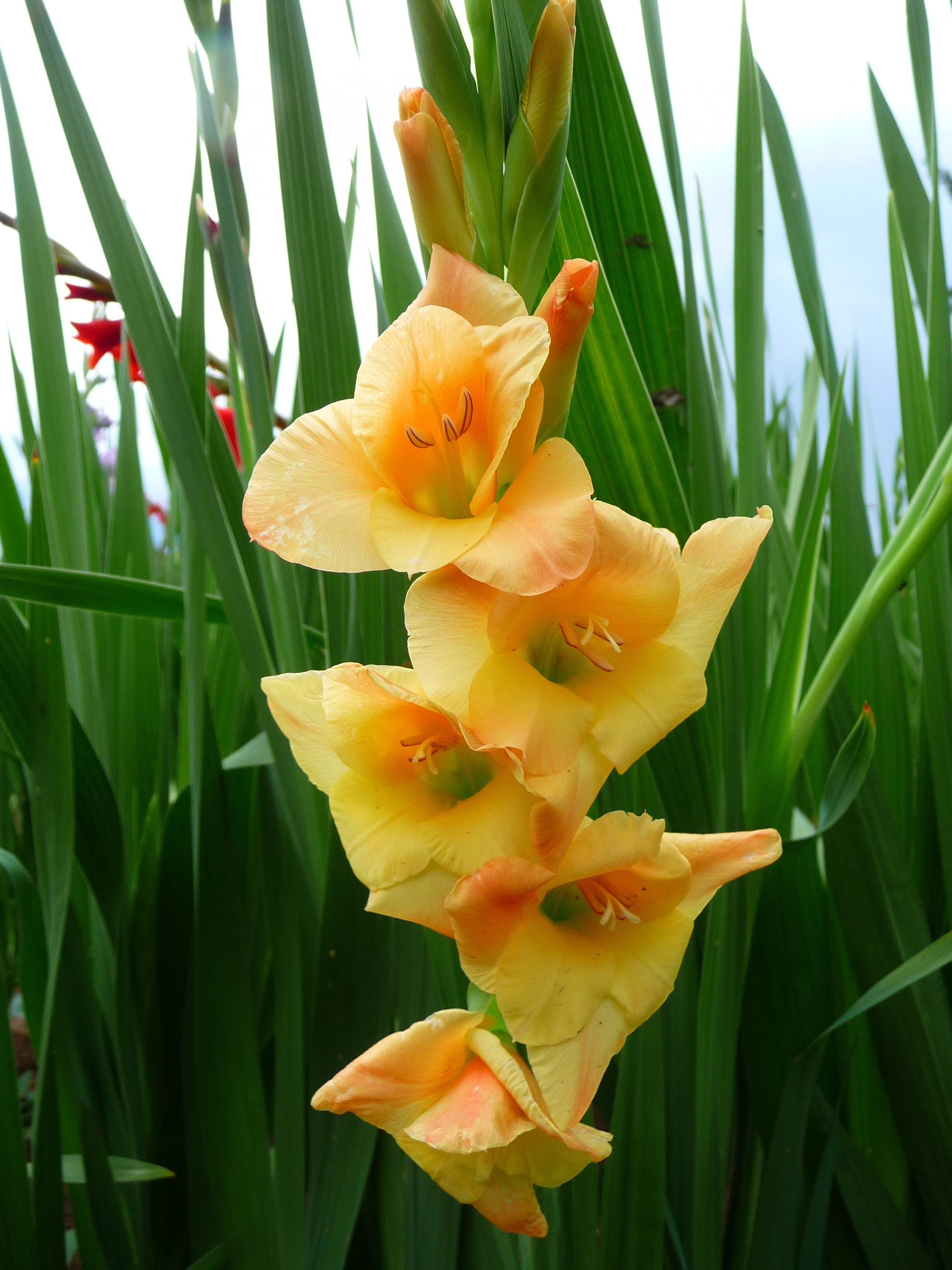
Gladiolus × hortulanus
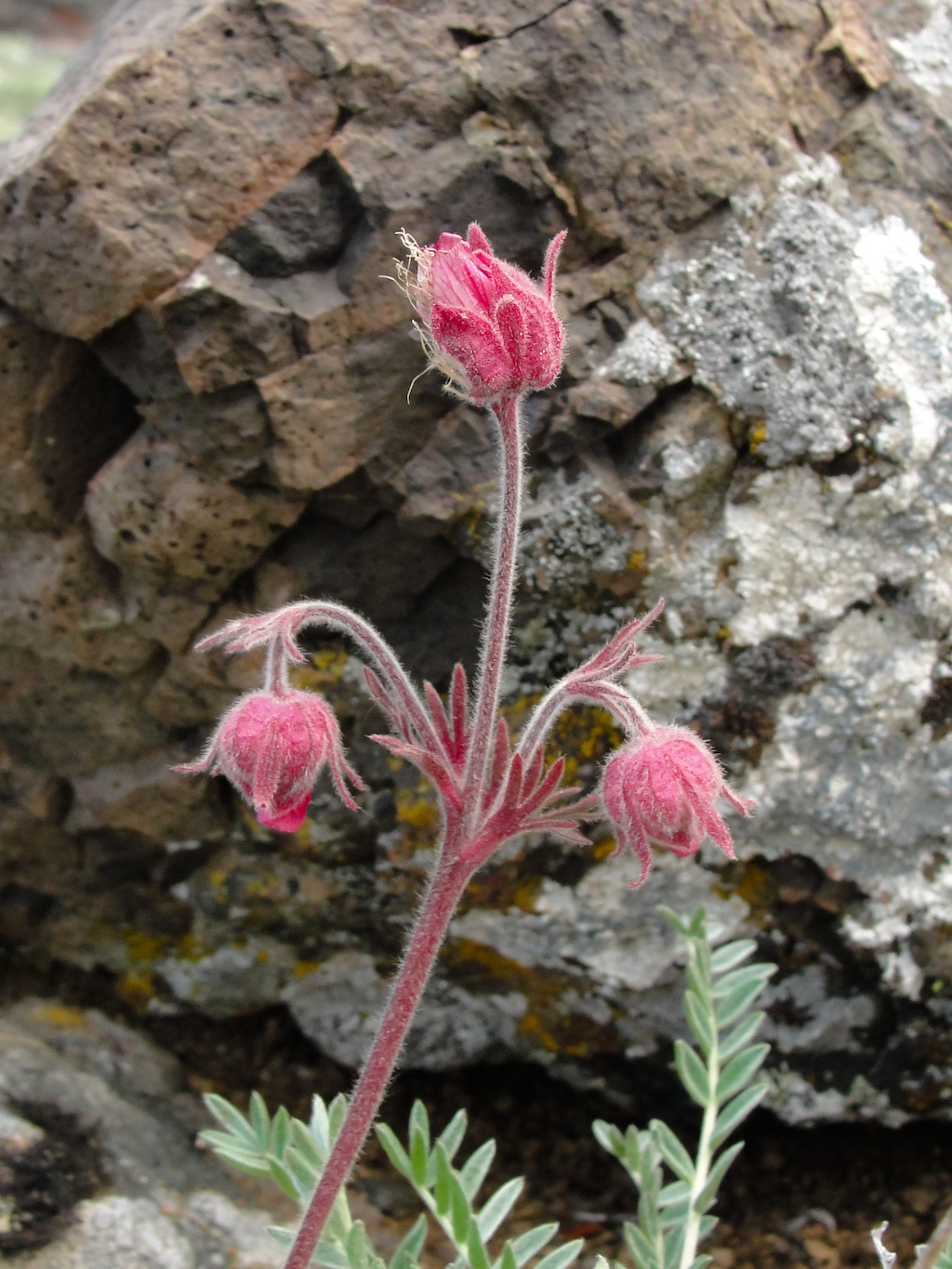
Geum triflorum var. campanulatum

## Двойная извилина
Часто в цимозных соцветиях цветки первого и второго порядков располагаются в дихазиях, а цветки третьего и более высоких порядков образуют монохазии. Так возникают двойные извилины, например, у зверобоя.

Двойная  извилина
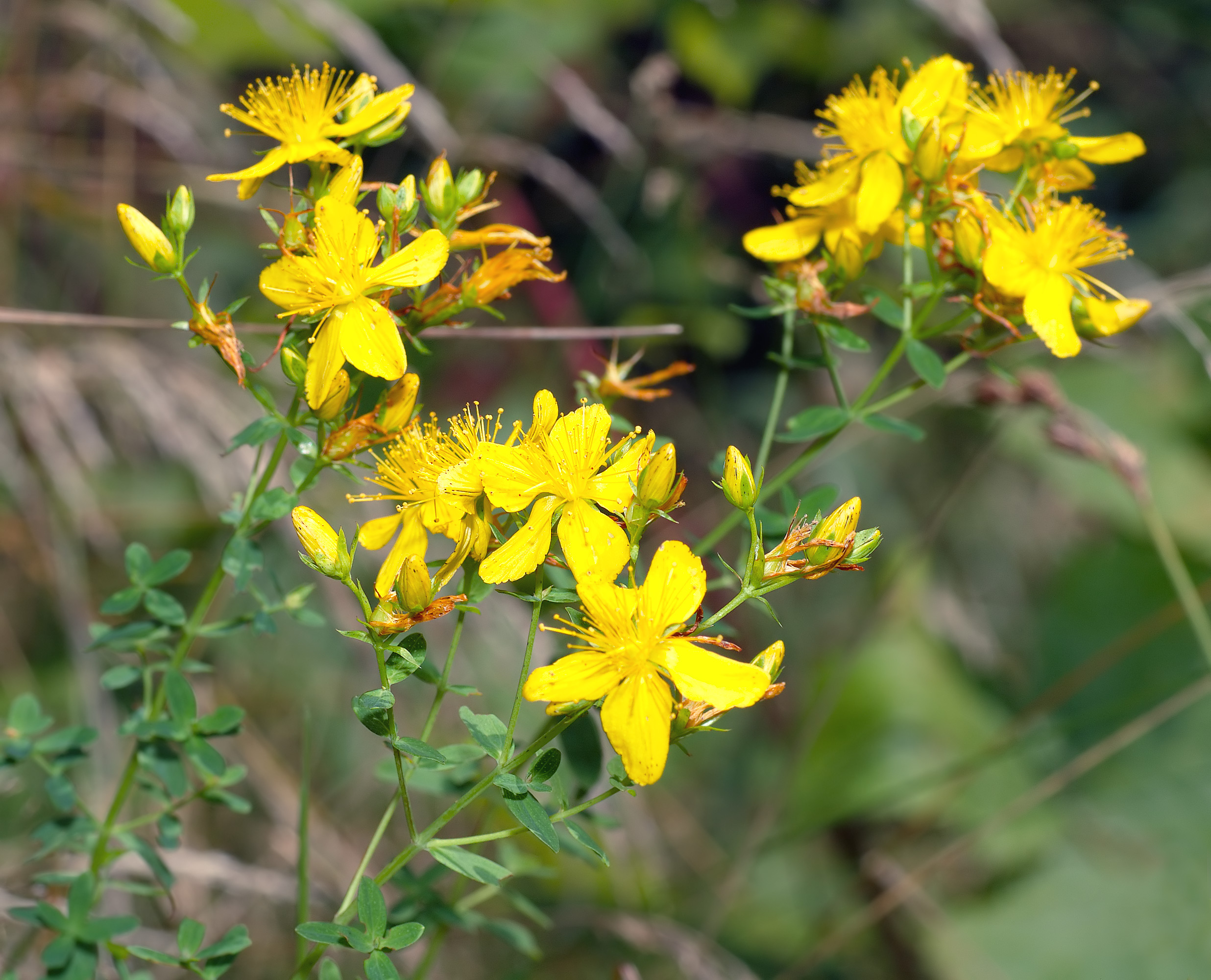
Hypericum pulchrum

## Зонтиковидная извилина
Извилина, в свою очередь, может подвергаться некоторым видоизменениям, иногда совершенно меняющим её общий вид. Наиболее интересным видоизменением извилины является зонтиковидная извилина, которая образуется путём сокращения главной оси. В результате боковые ветви извилины настолько сближаются, что кажутся выходящими почти из одной точки, и извилина имитирует зонтик. Зонтиковидная извилина состоит из нескольких монохазиев с укороченными междоузлиями. Такой зонтиковидной извилиной являются соцветия пеларгонии (Pelargonium) и ряда других гераниевых, ваточника (Asclepias) и других ластовневых, амариллисовых, луковых и ряда лилейных. У гусиного лука (Gagea) зонтиковидная извилина редуцирована до нескольких или даже до одного цветка.

Зонтиковидная извилина является закрытым, или верхоцветным, соцветием (есть верхушечный цветок), в то время как настоящий зонтик первоцветных и зонтичных — соцветие открытое, или бокоцветное (нет верхушечного цветка). В зонтике все цветки одного порядка, нарастают одновременно, а в извилине — каждый последующий цветок расположен симподиально, отходит от цветоножки цветка предыдущего порядка. 

Зонтиковидная извилина. Цветом выделен терминальный цветок
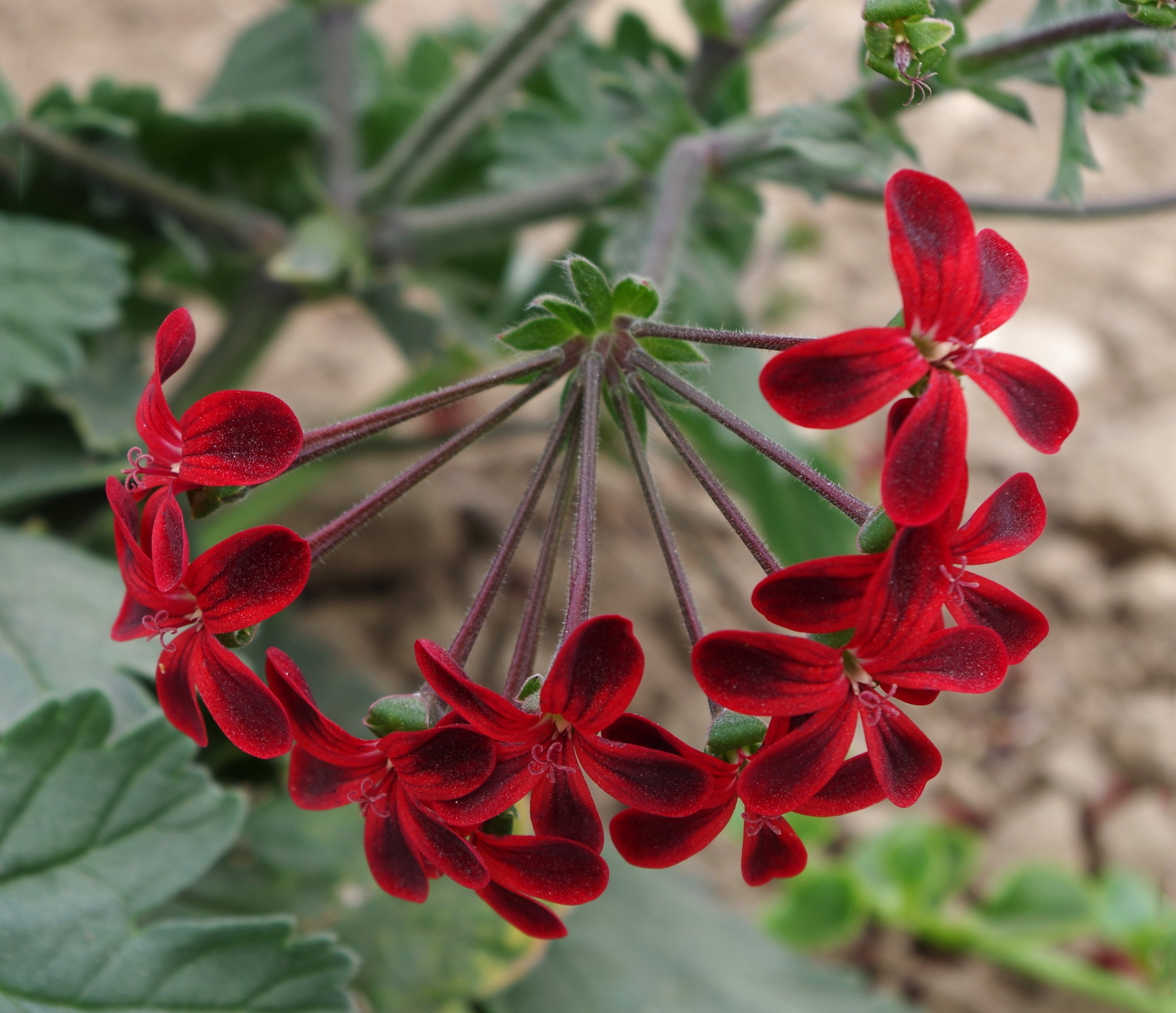
Pelargonium ardens
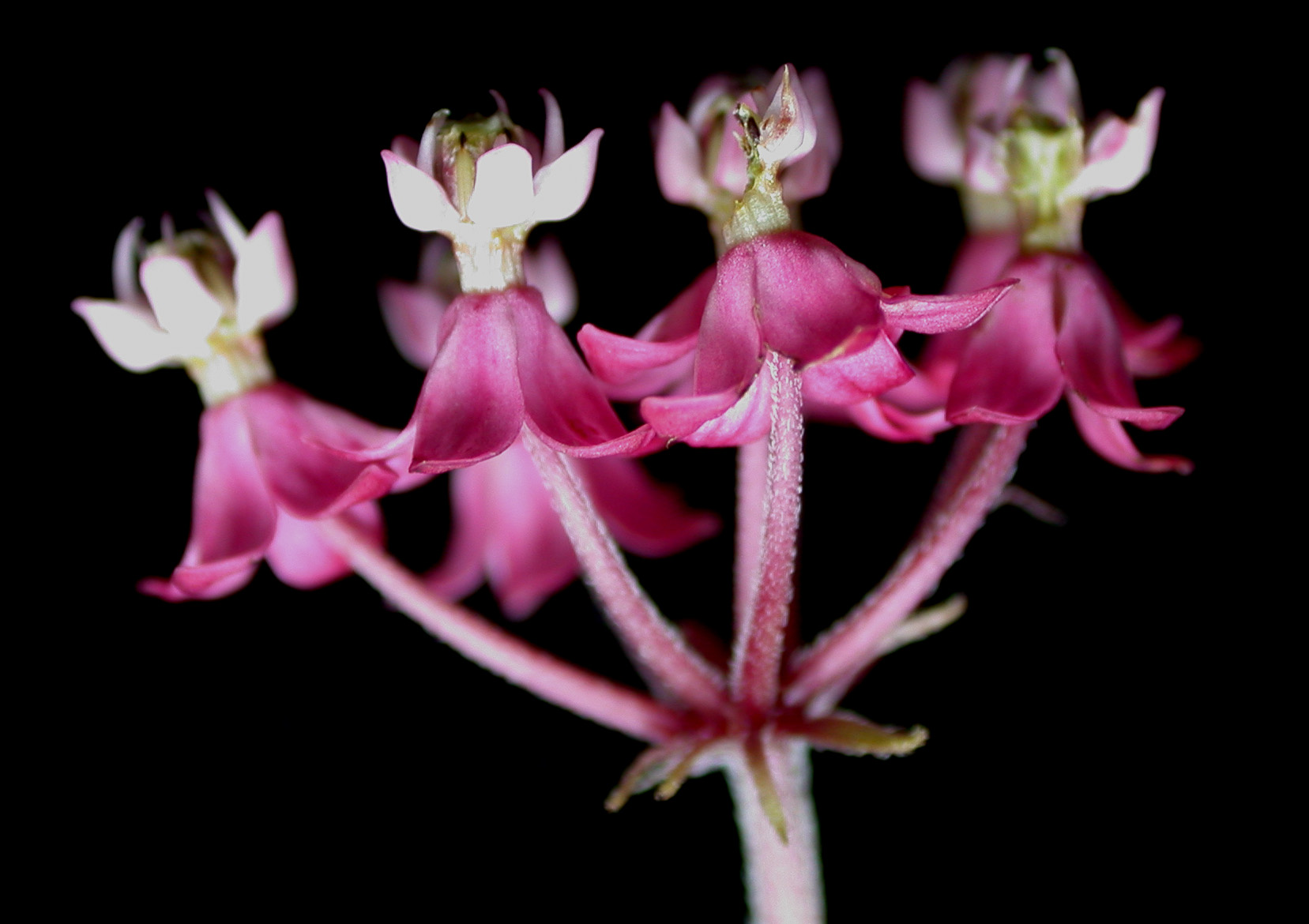
Asclepias incarnata
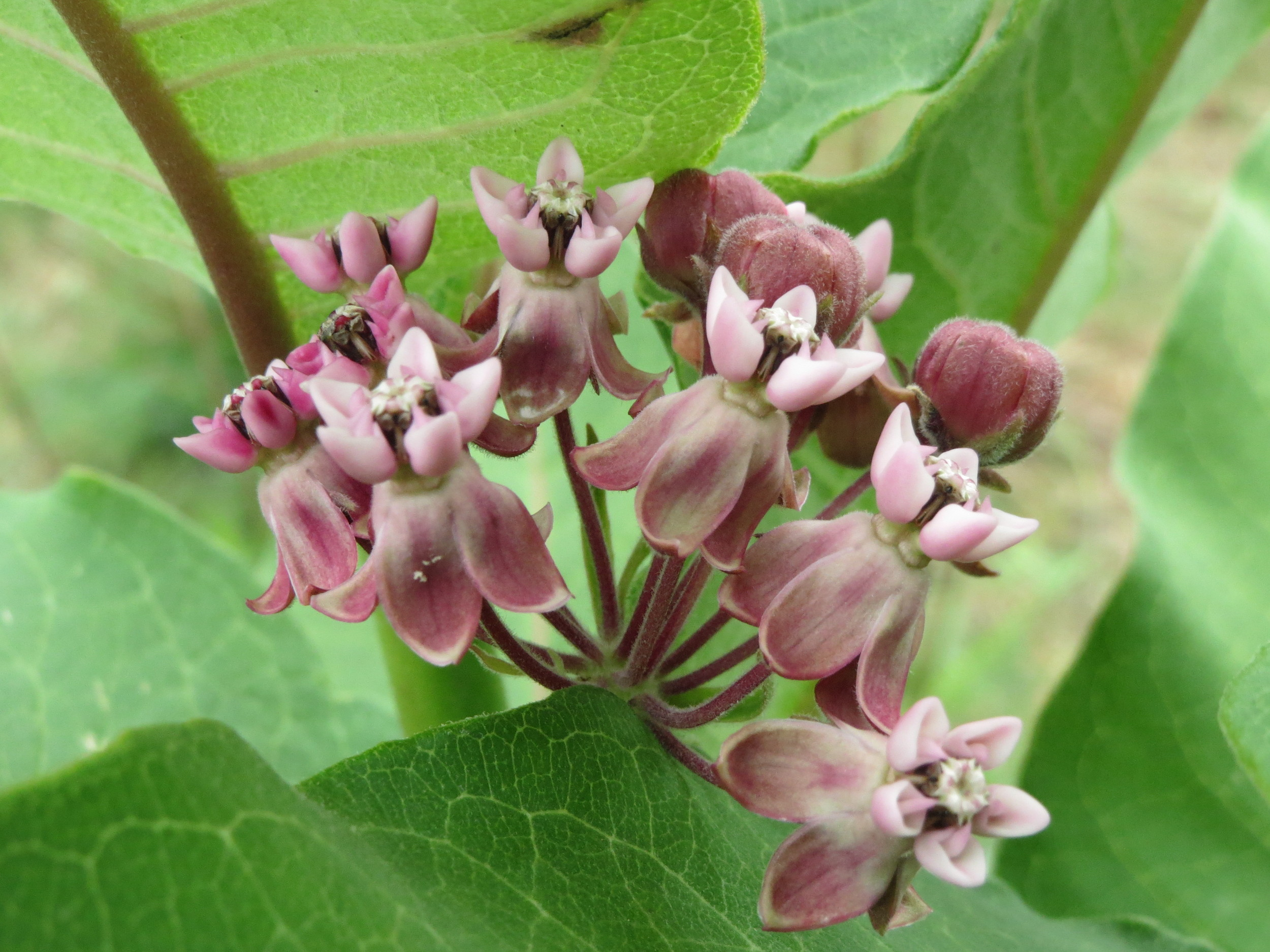
Asclepias syriaca

## Веер
Веер или опахало (лат. rhipidium от rhipis с др.-греч. — «раздувальный мех, веер») — видоизменённая извилина, у которой боковые ветви появляются поочередно на двух стропах главной оси и каждая последующая весть отходит в направлении, противоположном предыдущей ветви, то есть под углом 180°. в результате получается плоское веерообразное соцветие, как например у ситника развесистого.

Веер
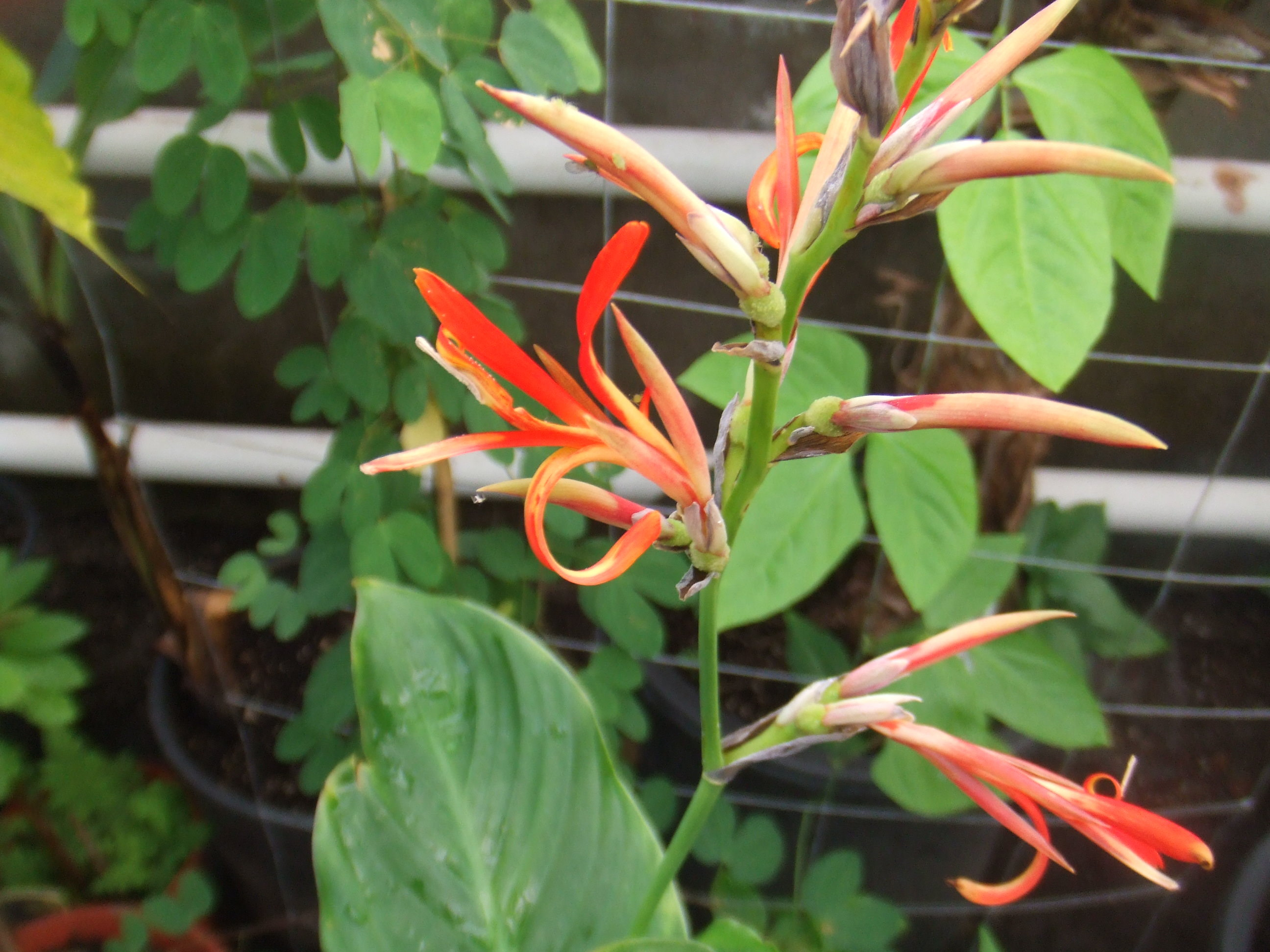
Canna paniculata